# Bauhinia cataholo
Bauhinia cataholo är en ärtväxtart som beskrevs av Frederico Carlos Hoehne. Bauhinia cataholo ingår i släktet Bauhinia och familjen ärtväxter. Inga underarter finns listade i Catalogue of Life.